# زمین‌لرزه ۱۹۸۰ هندوستان
زمین‌لرزه هندوستان  در تاریخ ۲۳ اوت ۱۹۸۰ میلادی، برابر با ‎۱ شهریور ۱۳۵۹، ساعت ۲۱:۳۶:۵۱ به زمان یوتی‌سی در هندوستان رخ داد. ژرفای این زلزله ۱۴٫۵ کیلومتر بود، و بزرگی آن ۵٫۵ در مقیاس Mw اعلام شده‌است. زمین‌لرزه به وقت محلی در روز یکشنبه، ساعت ۲٫۵ روی داده و منطقه زمانی آن یوتی‌سی +۵٫۵ بوده‌است .
سازمان زمین‌شناسی آمریکا نیز رومرکز این زمین‌لرزه را در مختصات ۳۲°۵۴′۴۷″شمالی ۷۵°۳۷′۵۹″شرقی / ۳۲٫۹۱۳°شمالی ۷۵٫۶۳۳°شرقی و ژرفای آنرا در ۲۵ کیلومتر گزارش کرده است. بزرگی برگزیدهٔ این سازمان از میان بزرگیهای محاسبه‌شدهٔ مختلف ۵٫۲ در مقیاس Mb بوده و از دید اثر، در میان چهار دسته‌بندی «نامحسوس»، «محسوس»، «زیان‌آور» یا «با تلفات»، زلزله را «با تلفات» اعلام کرده‌است.شمار بسیاری ساختمان در زمین‌لرزه آسیب دیده‌است.
پروژهٔ «تنسور گشتاور مرکزوار» زاویه‌های (راستا، شیب، ریک) گسل سازندهٔ زمین‌لرزه و صفحه عمود بر آنرا (°۲۹۳، °۱۰، °۶۳) یا (°۱۴۰، °۸۱، °۹۵) و نوع گسل را «معکوس» فرارسانده‌است.
شمار کشتگان زلزله حدود ۱۵ نفر و تعداد زخمیان ۴۰ نفر برآورده شده‌است.